# カーシェールの食べ物

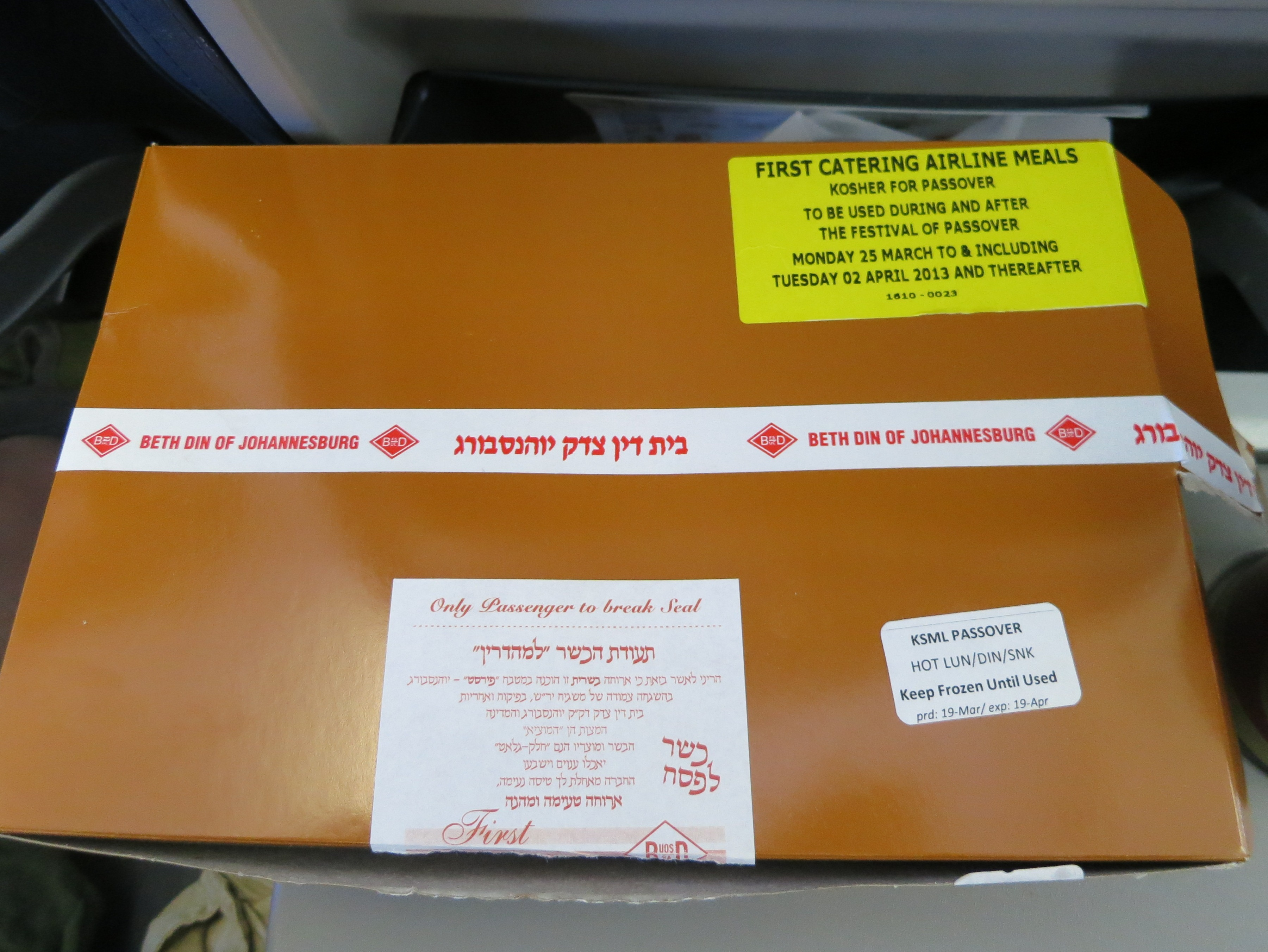
ヨハネスブルグのベスディンから認定を受けたカーシェール機内食

カーシェールの食べ物はカシュルート(ユダヤ教の食のタブー)の規則に従う食品。ユダヤ法ハラーハーに従い消費される食べ物はカーシェールと呼ばれる。コーシェール、コシェル、コーシェル、コーシャ、カシェルとも表記され、ヘブライ語ではכָּשֵׁרと表記され「適する」意味する。ユダヤ法に従わない食べ物はテレファと呼ばれる(ヘブライ語では טְרֵפָהと表記)。
カーシェールの食べ物とその規則はレビ記11:1-47と申命記14:3-20に挙げられている。ある食品がカーシェールにならない場合とは、材料にカーシェールでない動物、カーシェールだが儀式に則って屠殺されていない動物、監督下で処理されていない肉、牛乳、ワイン、グレープジュース(その加工品)、もしくは十分の一税が支払われていないイスラエルからの産物が使われている時、またはカーシェールではない器具や機械により調理された時である。
全てのカシュルートの規律は、人命に関わる場合は破られても良いとされる。タルムードの中で何度も言及されているPikuach Nefesh（命を救うことは何よりも優先される）という教えがある。「魂を救うため、死を逃れ、彼の目が光を得るまで、彼は（医師により）不浄な食べ物でさえ与えられてもよいと我々は承諾している」(ヨマー83a)。

## 清浄な生き物と不浄な生き物
申命記(14:6-7)とレビ記(11:3-4)には「反芻し蹄の分かれている動物はすべて清浄であり、反芻するのみ、もしくは蹄が分かれているのみの動物は不浄である」と書かれている。これらの書には、特にウサギ、イワダヌキ、ラクダ、ブタの4種の動物が上記の理由から不浄な動物として挙げられている（実際は、ラクダは反芻し蹄が2つに分かれており、ウサギとイワダヌキは反芻動物というよりは後腸発酵動物である）。トーラには食用にすべきでない翼を持つ動物として、猛禽類、魚を食べる水鳥、コウモリが挙げられている。レビ記と申命記では、海と川から取れる動物のうち、ひれと鱗の両方を持つもののみが清浄な動物であるとされている(申命記14:9、レビ記11:9)。
全ての地をはう生物は不浄な生き物とされている(レビ記11:41)が、果実の中で生まれ、地面を這ったことがない虫は食することができるとされている(申命記14:19、レビ記11:20)。レビ記にはワタリバッタを含む4つの例外が挙げられている。

## 畜産物
タルムードでは不健康な動物や不浄な生き物から作られた食肉とその他の畜産物を食べることを禁じている。 畜産物には、卵（魚の卵を含む）や乳、チーズやゼラチンのような加工品は含まれるが、動物によって作られたり集められたもの、例えばハチミツのようなものは含まれない（ただし、ミツバチ以外の動物が集めた蜜の場合については、タルムードの作者間でも意見が分かれる）。卵が食に適しているかどうかの指針として、清浄な動物から生まれた卵は常に一端が長球（尖った形）で他端が扁球（丸くなった形）である、と ラビは説いている。

### 乳製品
古典的ラビは、肉がカーシェールな動物から得られた乳はカーシェールであると暗示している。屠殺された後で病気であったことが判明し、カーシェールでなくなった動物から得た乳は、後づけでカーシェールでないとなりえる。しかし、多くの実例は一部の例外を無効にするという一般論に則り、ユダヤ教では伝統的にそのような乳であってもカーシェールとみなす。同様の原理は、病気の検査を受けていない動物の肉を食べる可能性には適用されない。イェシーバー大学の高名なrosh yeshivaであるHershel Schachterは、現代の乳製品加工装置にはっきりと苦言を呈している。少数のカーシェールでない牛の乳が、大多数のカーシェールな牛乳と必ず混合されているため、大規模畜産農家で生産された牛乳はカーシェールと認められないとしている。しかし、正統派連合(Orthodox Union)は寛容さを示して、大量生産された牛乳の消費を許可する宣言をしている。

#### 人乳
人乳を摂取することは厳しく禁じられているが、現代のラビによれば母乳はその禁止に該当しないとされている 。

### チーズ
ハードチーズには通常乳をカードと乳清に分離させる酵素レンネットが含まれるため、チーズにまつわる事情は複雑である。以前はほとんどのレンネットは動物の胃壁から作られていたが、現在では遺伝子組換え微生物によって作られている。レンネットは動物から作られているかもしれないので、カーシェールでない可能性がある。遺伝子組換え微生物から作られた、もしくはカシュルートに沿って屠殺されたカーシェールな動物の胃から採れたレンネットのみがカーシェールである。カーシェールな動物であってもハラーハーに沿って屠殺されていなければ、レンネットはカーシェールではない。レンネットは食用肉の一種とはみなされておらず、肉と乳製品の混合を禁ずる規則に抵触しない。
中世のラビの中でも有名なヤコブ・ベン・メイールは、当時ナルボンヌとイタリアの社会で認められていたように、全てのチーズはカーシェールであるとの考えを支持した。現代の正統派指導者はこの指針に追従せず、チーズがカーシェールとなるためには、正式なカシュルート認定が必要であるとしている。一部には、非動物性レンネットが使用されたチーズもカシュルート認定が必要との議論さえある。事実、カシュルートの規律を順守する正統派と保守派の一部は、レンネットがカーシェールであることが明確な時だけチーズを食べる。しかし、Isaac Kleinのテシュバではカーシェールでないレンネットから作られたチーズの正当性を認めており、広い範囲で保守派信者と保守派団体がその教えに従っている。

### 卵
卵は動物の産物であるがpareve（肉や牛乳と同時に食べられる）とされている。マヨネーズは卵を含むため通常「pareve」と表示されている。ヨーレ・デーアーでは、黄身の中に血が混じっていた場合、孵化の過程が既に始まっているので食べてはならないと説かれている。現代正統派は基本的にその教えに沿っているが、アシュケナジムは卵のどの部分にでも血が混じっている場合その卵はカーシェールではないとする一方で、セファルディムは黄身の中の血だけが問題であるとしている。セファルディムは卵白中の血が調理前に取り除かれていればカーシェールであるとしている。バタリー飼育で育てられた卵が大多数となっている今日では、市販の卵は生存能力のある胚を形成しないため、少量の血は取り除かれれば問題ないとされている。

### ゼラチン
ゼラチンは動物の結合組織の主要なタンパク質であるコラーゲンを加熱、変性したものであるため、ブタの皮膚のようなカーシェールでない原料から作られている可能性がある。ゼラチンは歴史的に膠の良質な原料であり、楽器、刺繍、乳濁液の形で化粧品と写真フィルム、医薬品カプセルのコーティング材、またゼリー、トライフル、マシュマロを含む様々な食品に至るまで、幅広く使われており、カシュルートにおけるゼラチンの立場は結果としてかなり議論の的になっている。
多くの正統派のラビは、ゼラチンを含む製品は原材料の出自が不確であることを理由に、カーシェールでないとしている。しかし、 Chaim Ozer Grodzinski、Ovadia Yosefなどのセファルディム系指導者を含む一部有力な正統派のラビと保守派のラビは、ゼラチンは化学変化と加工を経ているので、もはや肉とは分類されず、カーシェールであるとしている。科学的には、コラーゲンを熱湯で処理することで三量体ヘリックス構造を解離させてゼラチンとしている。 「Gelatin in Jewish Law （ユダヤの法におけるゼラチン）」（1982年）と「Issues in Jewish Dietary Laws （ユダヤの食の法における問題）」（1998年）の著者 David Sheinkopf師は、ゼラチン、カルミン酸色素、キトニーヨートへのカーシェールの適用について、徹底した研究を行っている。　
カーシェールでないゼラチンを避ける主な方法はゼラチンの代用品を使用することである。同様な化学的性質を示す代用品として、タピオカ（キャッサバから作られるデンプン）、化学変性されたペクチン、植物性ゴム（グアーガム、ローカストビーンガム、キサンタンガム、アカシア樹脂、寒天）とカラギーナンを混合させたもの、などが挙げられる。ゼラチンは多くの異なる製造業者によって、多岐に渡る用途に使われてるが、ヴィーガニズム、菜食主義への強い関心から、上に挙げたような代用品に置き換わりつつある。以上のような様々な問題を避けるため、今日ではゼラチンはカーシェールな魚の皮から作られている。

## 血液
「血は命である」(申命記12:23)という聖書の記述のため、血を食べることは禁じられており、食べ物についての戒律のなかでも重要なものとなっている。この禁止とその理由についてはノアの法(創世記9:4)、レビ記(レビ記3:17、17:11)、申命記(申命記12:16)に示されている。聖職者の法典も生贄にされる牛、羊、ヤギのChelevと呼ばれる脂肪を食べることを禁じている。なぜなら、脂肪は燃やされることで捧げられる、神のみに割り当てられた肉の一部だからである(レビ記7:23-25)。昔のラビは、血を最後の一滴まで除くことが実質不可能で、血を摂取する禁則が現実的でないときは、例外が許されると論じた。例えば、肉の表面の血、滴った血、血管内の血の摂取は禁じられているが、肉の内部に残った血は摂取しても良いとされ、また、魚やワタリバッタの血も許容されている。この禁則に従うために、伝統的ユダヤ教では数々の技術が熟達された。Melihahとして知られる重要な技術では、まず肉を約30分間水につけ毛穴を開く 。その後、肉を傾けた板もしくはざるに置き、厚く塩で覆い20分から1時間置く 。浸透作用により塩が肉から血を吸い出した後、塩を取り除いて（まずほとんどの塩を払い落とし、水で2回洗う）血抜きを完了する。
肝臓、肺、心臓などの内臓はかなりの血液を含み、Melihahだけでは十分な血抜きができないので、通常は残りの肉を塩で処理する前に内臓を取り除く。一方、ローストは調理しながら血を除く方法として全ての肉について認められており、内臓の一般的な調理方法となっている。。

## 儀式的屠殺
食事規定についてほとんど書かれていない出エジプト記において、数少ない食物規定の記述の一つは、野獣によって引き裂かれた肉を食べることの禁止である(出エジプト記22:30)。申命記では、自然死した生き物の消費を完全に禁じており、他者に譲ることも、売ることさえも禁じている(申命記14;21)。エゼキエル書では、自然に死んだにせよ、他の獣に殺されたにせよ、動物に関するルールは僧侶の判断のみに依存し(エゼキエル書4:14)、そのルールは僧侶のためにだけあると暗示している(エゼキエル書44:31)。古代のラビは、この記述が一般のユダヤ人には適用も支持もされないことについて、「預言者エリヤが、いつの日かこの厄介な一節を説明したまう。」と言及している(メナホット45a)。
伝統的なユダヤ教の考えでは、全ての食用肉はユダヤの法に沿って屠殺された動物のものでなければならないとしている。厳密なガイドラインによると、一回で正確に喉を切り、出血により絶命させなければならないので、その深さは、両側の頸動脈、頸静脈、迷走神経、気管、食道を断つ程度、位置は、喉頭蓋より高くなく、気管の中に繊毛が生えている位置より低くない場所でなければならない。正統派ユダヤではこの屠殺方法が苦しみを与えず、早く確実であるとしているが、多くの動物愛護運動家からは、残酷であり、必ずしもこの方法で動物は即座に意識を失っておらず、禁止すべきであると言われている。
引き裂きを避け、切り込みを完璧にするために、屠殺は、毎回事前に欠けやくぼみなどの異常がないことが確認された大きなカミソリ型ナイフを用いて、訓練された職人が行う。もしも異常が発見された場合、または切り込みが浅すぎた場合は、その肉はカーシェールとはみなされない。ラビは屠殺人(ユダヤ教ではショーヘートとして知られている)に敬虔な信者であると共に、安息日(シャバット)を順守することを求める。比較的小さな集落では、ショーヘートはその集落、またはその地域のシナゴーグのラビであることが多いが、大きな屠殺場では専門職のショーヘートを雇っている。
タルムードとそれ以後のユダヤの権威者たちはまた、病気で死にかけているにもかかわらず屠殺された動物の肉の消費を禁じている。これは食べる人の健康の懸念からではなく、野獣により引き裂かれた動物と自然死した動物の食肉を禁ずるルールの延長である。病気の動物を食べることを禁じる、タルムードによる禁止命令を遵守するため、正統派では、通常屠殺された死体をすぐさま完全に検査するよう求められている。伝統的には70のチェック項目がある。例えば、肺の検査では炎症によって生じた可能性がある傷跡がないかが調べられる。全ての検査に合格すると、イディッシュ語で「滑らかな」を意味するglatt גלאַטと名付けられる。ユダヤ式の屠殺を禁じるような動物虐待禁止法がある国での妥協案として、動物を気絶させ、流血している間の苦しみを軽減させる方法がある。しかしながら、電気ショックで意識を朦朧とさせる方法を使った場合、市場でカシュルートな肉として受け入れられないことがある。

### 前足、頬、胃
カーシェールとして屠殺された動物の前足、頬、胃 (זְּרועַ לְּחָיַיִם וְקֵּיבָה) を僧侶へ贈ることは、ヘブライ語聖書においてミツヴォット・アセー（「積極的戒律」行動を促す命令）とされる。ラビYosef Karoの「Shulchan Aruch」ではショーヘート（正式な屠殺人）が動物を屠殺した時、僧侶が祈りや何らかの儀式を行わなくとも無償で前足、頬、胃を与えるべきであると定めている。さらに、この肉は金銭その他の対価なしで分け与えるべきであるとされている(ベホロット 27a)。この供物は完全に日常的なもの(chullin) であり、エルサレム神殿の中央祭壇に捧げられる生贄とは性質が異なる。いくつかのハザルの見解では、僧侶への供物が捧げられる前の肉の消費を禁じている。しかし、ハラーハーでは、供物が捧げられる前に肉を消費してもよいが、消費より前の供物が好ましい、と定められている。更に、カーシェールとして屠殺されていても牛の前足、頬、胃は、僧侶の許可がない限り僧侶以外は消費することができない。

## ユダヤ教徒以外による調理
古代のラビは、いかなる食物も神像へ捧げたり、神像に対する儀式で使用することを禁じていた 。タルムードでは、ユダヤ教信者以外は全て潜在的な偶像崇拝者とみなし、また異宗婚に対する懸念があったため、ユダヤ教信者以外により調理された食べ物は禁忌とされていた（ただしパンはこの禁忌に含まれない） 。また、ヤコブ・ベン・アシェルの考えには反するが、多くのユダヤ著作家たちは、非ユダヤ信者である奴隷がユダヤ信者のために調理した食べ物は、潜在的偶像崇拝者によって調理された食べ物とみなされないと信じていた。結果的に現代の正統派ユダヤ教徒は一般的に、ワイン・ある種の調理された食べ物・ある場合には乳製品でさえもユダヤ教徒にのみ調理されるべきであると信じている。
古来ヤイン・ネセフ（yayin nesekh、「神に捧げるワイン」の意）と呼ばれた、ユダヤ教徒以外により醸造されたワインの使用禁止は絶対的ではなくなった。調理されたワイン（加熱されたワイン）は、歴史的に儀式での献酒に使われなかったので飲んでも良いとされている。したがって、カーシェールなワインには製造者に関わらずグリューワインと、低温殺菌されたワインが含まれる。しかし、正統派ユダヤ教では、調理されたワインもユダヤ教徒により調理された場合のみカーシェールとみなしている。
あるユダヤ教徒らはこれらの禁じられた食べ物を「星々と惑星の崇拝者」を意味するObhde Kokhabkim U Mazzaloth (עובדי כוכבים ומזלות)、の頭字語akumと称している。Akumはユダヤ教信者にとって偶像崇拝の行為を指す言葉となり、Shulchan Aruchに代表のようなポスト・クラシカルとされるユダヤ文書の多くにおいては、特にキリスト教信者を指すために使われていた。しかし、古典的のラビの中には、キリスト教信者を偶像崇拝者として扱うことを拒否する者も多くおり、結果としてキリスト教信者により作られた食べ物はカーシェールとされた。この経緯の詳細は、ラビ、イスラエル・シルバーマン、エリオット・ドーフなど保守派ユダヤ教の宗教的権威者により記録され、支持された。保守派は更に寛大であり1960年代に、イスラエル・シルバーマンは、Committee on Jewish Law and Standardsにより正式に認められた回答書を発表した、この中でシルバーマンは、自動化されたシステムで作られたワインは、異教徒により作られたものではなく、従ってカーシェールとしてよいと述べた。後のエリオット・ドーフの回答書では、15から19世紀の回答書の前例に基づき、かつて、ユダヤ教徒以外に作られた時、禁じられていた小麦や油など多くの食品は実質的にはカーシェールと宣言されたと述べている。これを根拠にドーフは、ユダヤ教徒以外に作られたワインとブドウ製品は許容されうると結論した。

## 汚染された食品
自明の理由から、タルムードには汚染された動物の消費を禁じる規則がある。同様に、ヨーレ・デーアでは、もし水が蛇がいるような場所に一晩蓋をせずにおかれた場合は、蛇が毒を残す可能性があるため、その水を飲むことを禁じている 。確実にヘビがいない場所ではこの禁則は当てはまらない。

## 乳と肉
子ヤギの肉をその母ヤギの乳で煮ることを特に禁じる記述は、トーラの中で3回現れる(出エジプト記 23:19、34:26、申命記 14:21)。タルムードではこの記述を、肉と乳製品を一緒に調理すること、食べることに対する一般的な禁則と解釈している。この規則を偶発的に破ってしまうことを防ぐために、近代の一般的正統派は、食品を「肉または乳製品」もしくは「どちらでもない」(parev)に分類している。Parev (פארעוו)はイディッシュ語で「中立の」を意味し、parve、pareveとも綴られる。魚や昆虫はparevとみなされる一方で、家畜哺乳類の肉は全て「肉」として分類される。鳥はハラーハーによって2000年以上もの間「肉」とみなされてきたにもかかわらず、ラビの法令によりparevとされている。

## 魚と肉
タルムードとヨーレ・デーアでは肉と魚を同時に食べるとらい病になる可能性があるとしている。従って厳格な正統派ユダヤ信者は肉と魚を合わせないが、一方で保守派は肉と魚を合わせることがある。